# Княжество Рубенидов
Княжество Рубенидов (арм. Ռուբինյանների իշխանություն) или Великое княжество Рубенидов — независимое армянское княжество, возникшее в 1080 году. Позднее реорганизованно в царство.

## Предыстория
После поражения при Манцикерте в обстановке широчайшей сельджукской экспансии Византия постепенно утрачивает свои позиции, в результате чего образуется ряд независимых армянских княжеств. Одним из которых было Царство Филарета Варажнуни протянувшееся от Месопотамии вдоль Евфрата до границ Армении, охватывающее Киликию, Тавр и часть Сирии с Антиохией. Просуществовало царство сравнительно недолго с 1071 по 1086 год. Однако в условиях сельджукского нашествия в Закавказье оно стало центром для армянских эмигрантов, рассеянных по всему Ближнему Востоку. Царство имело огромное значение для консолидации армян в позднейших государственных образованиях, возникших на развалинах государства Варажнуни.
После 1086 года, когда Варажнуни утратил последние города, где ещё находились его гарнизоны, на территории Киликии и Приевфратья образовался ряд независимых армянских княжеств. На протяжении всего XII века в киликийские княжества, оставшиеся единственными независимыми государствами на всем Ближнем Востоке, продолжается миграция армянского населения из аннексированных крестоносцами армянских княжеств приефратья

## Основание
Князь Рубен, один из полководцев и вассалов Варажнуни, которому была поручена защита области Антитавра, в 1080 году положил начало новой армянской династии и явился основателем княжества

## Костандин I
После смерти в 1095 году основателя княжества Рубена, престол наследовал его сын Костандин, который расширил власть на Восток за горы Антитавра. На тот момент главным врагом армянских княжеств Малой Азии и Ближнего Востока были орды сельджуков, именно поэтому армянское население, при появлении в регионе крестоносцев изначально рассматривало участников крестового похода в роли союзников, способных противостоять сельджукам. Во время осады Антиохии Киликийские князья и монахи Чёрной Горы помогали крестоносцам войском и провиантом.. Костандин I, расширивший своё княжество на Восток за горы Антитавра, за помощь первым крестоносцам, особенно изгнании сельджуков из Антиохии был удостоен титулов Комс (Граф) и Барон.

## Торос I
Изначально относительное спокойствие и независимость княжества обуславливалась географическим фактором. На княжество расположенное в горной части региона поначалу не претендовали ни сельджуки ни крестоносцы. После стабилизации обстановки в регионе, и образования ряда государств, княжество оказалось изолированным. Географическое положение стало препятствием для развития государства Рубенидов, к тому же около 1100 года когда умер Костандина, его княжество распалось на два удела его сыновей Левона и Тороса. Для выхода из изоляции требовалось вернуть под свой контроль армянонаселенные прибрежные земли. К моменту когда Рубениды были готовы к этому Равнинная Киликия стала объектом борьбы между Византией и Антиохийским княжеством, война между которыми шла с переменным успехом. Однако это не помешало Торосу проводить активную внешнюю политику. Он расширил границы своего княжества, вплотную приблизившись к границам Киликийской равнины. Разбив сперва сельджукские, а затем византийские войска, им была занята, отстроена заново и заселена, имевшая стратегическое расположение, крепость Аназарб. В отношениях с крестоносцами, поддерживая последних в войнах с мусульманскими правителями, армянский князь выстроил союзнические отношения.

## Левон I
После смерти в 1129 году Тороса I и убийства в Аназарбе его наследника Костандина II, на престол взошёл дядя последнего Левон I. Под властью нового правителя, в результате объединения двух уделов, его и брата, княжество было воссоздано как единое целое, после чего оно стало способным проводить ещё более активную внешнюю политику. Объединение княжества сильно обеспокоило соседей, князя Антиохии и эмира Данышменда, попытавшихся ввести свои войска на его территорию. Однако Левон I сперва в районе своей столицы Аназарба, разбивает конницу эмира, а затем у Портеллы громит отряд антиохийцев, возвращая под контроль Равнинную Киликию. Примерно в это же время погибает в бою Боэмунд II, после чего в самом княжестве развернулся спор о праве на наследие трона Антиохии. Воспользовавшись моментом Левон I атаковал проходы Аманского хребта и в 1135 году овладел крепостью Сервантикар. Новый правитель Раймунд де Пуатье воссевший на престол Антиохии первым делом решил укротить амбиции армян. В 1136 году с одобрения короля Фулька Иерусалимского начал он начал войну против Киликии. Вместе с Балдуином Марашским он напал на владения Левона, но последний с помощью своего племянника, графа Жослена Эдесского отбил нападение антиохийцев. После одержанной победы Левон I согласился на переговоры с антиохийцами, однако он был заманен в западню, где был схвачен в плен и отправлен в Антиохию. Пользуясь отсутствием армянского правителя данишмендский эмир Мухаммад вторгся в Киликию и уничтожил весь урожай. Потрясенный этим бедствием Левон выкупил свою свободу отказавшись от Сарвентикара, Маместии и Аданы в пользу Раймунда а также заплатив большой выкуп. Буквально сразу же после освобождения из плена, армянский князь вернул себе эти города. Война разразилась вновь, пока в начале 1137 года, усилиями Жослена не было установлено перемирие между двумя странами. Оба монарха понимали что поход византийского императора Иоанна грозил и Киликии и Антиохии, поэтому им пришлось сформировать единый альянс против византийцев. Но созданный альянс не смог противостоять экспансии Византии, в результате чего княжества были покорены. В июне 1137 года византийские войска захватили равнинную Киликию, затем, после тридцатисемидневной осады, столицу княжества Рубенидов — Аназарб. Некоторое время спустя был взят в плен армянский князь, укрывшийся в своем родовом замке Вахка. Плененный Левон I вместе с женой и двумя сыновьями — Рубеном и Торосом, был отправлен в Константинополь. Два других сына — Млех и Стефан, находились в безопасности в Эдесском графстве, у Беатрис, сестры Левона и матери графа Жослен II. После подчинения Киликии византийцами, правитель Антиохии Раймунд признает себя вассалом Иоанна Комнина.

## Торос II
В 1140-х годах, сын Левона I царевич Торос бежал из византийского плена. Появившись, в 1145 году в родной Киликии, Торос, могущественный принц армян сначала возвращает под свой контроль небольшой регион Таврских гор с родовыми крепостями Вахка и Амуд. Затем в 1151 году, женившись на дочери сеньора Рабана и заключив союз с латинянами, Торос отвоевывает, захваченную византийцами у его отца, равнинную Киликию. В результате военных операций, взяв в плен византийского ставленника, вод контроль армянского князя возвращаются Аназарб, Тарс, Маместия и доминирующий над проходами Аманских гор Тил (Топраккала). Узнав об этом, Мануил Комнин, надеясь на помощь про-византийских армянских князей Ламброна и Паперона, посылает в Киликию войско во главе с Андроником Комнином. Византийская армия войдя в регион столкнулась с армией Тороса II. Потерпев ряд поражений и понеся ощутимые потери, византийцы были вынуждены оставить Киликию.
После победы над византийцами, последовала первая попытка объединения двух соперничающих родов Рубенидов и придерживающихся византийской ориентации Ошинидов, последние даже начали участвовать в выступлениях против греков. Союз должен был быть скреплен браком между малолетними детьми, сыном Ошина — Хетумом III, и одной из дочерей Тороса II..
Вскоре, по возвращении побежденного Андроника в Константинополь, Мануил Комнин, будучи не в состоянии вмешаться, в 1156 году натравил двух соседей против Тороса: сперва сельджуков, армия которых была разгромлена армянами на подступах к Таврским горам, а затем и принца Антиохии Рено де Шатийона. Последний, после того, как византийский император не сдержал слова, переметнулся на сторону армянского князя. В 1158 году, Мануил Комнин уже сам, возглавляет третью и последнюю компанию в Киликии и Сирии. Вторгшиеся византийские войска с боями захватывают киликийскую равнину, в результате чего Торос отступив закрепляется в горах. Сразу после этого Рено де Шатильон принимает присягу на верность византийскому императору.
Спустя некоторое время, между Мануилом и Торосом заключается мирный договор, по которому последний получает часть императорских полномочий, при этом в Киликии, согласно этому же договору, должен был постоянно находится византийский ставленник с военным гарнизоном
Однако действовало соглашение не долго. Первый же из византийских ставленников, Андроник Эвфорбенос, приходившийся кузеном Мануилу, отличился тем, что в 1162 году организовал убийство брата Тороса — Стефана, расширявшего свои территории и не считавшего себя обязанным подчиняться Византии. Армянский князь, несмотря на то, что византийский ставленник был заменен Каламаном, так и не простил убийство брата.
Тем временем ситуация на христианском востоке продолжала ухудшаться. В 1164 году образовалась христианская коалиция, в которую вошли: новый принц Антиохии Боэмунд III, граф Триполи, византийский полководец Каламан и армянский князь Торос. Союзники, не внявшие просьбе Тороса дождаться присоединения к коалиции короля Иерусалима, бросили вызов властителю Алеппо. Как результат, произошла «Харимская катастрофа», Нур ад-Дином, за исключением Тороса, были захвачены в плен все христианские лидеры. К этому моменту союз между двумя соперничающими армянскими родами, скрепленный браками детей десятью годами ранее, в результате антвизантийской деятельности Тороса II так и не простившего убийство своего брата, был на грани разрыва. Обеспокоенный этими распрями, католикос армян Григорий III Пахлавуни посылает к Торосу своего брата Нерсеса Шнорали, которому успешно удалось погасить конфликт.
Сразу после пленения своего представителя, Мануил на вакантную должность в Киликию направляет Алексея Аксуха. Новый ставленник был хорошим теологом, он страстно увлекся беседами с Нерсесом Шнорали в результате чего, в 1165 году, возникли идеи экуменизма между армянской и греческой церквами. Но армяно-греческому сближению не суждено было сбыться, год спустя этому помещали два события: Алексей Аксух был оговорен и сослан в монастырь, а Нерсес Шнорали стал новым католикосом и лишился свободно путешествовать. После ссылки Аксуха, Мануил Комнин на его место назначает Андроника, потерпевшего 15 лет назад поражение от армянского князя. В 1167 году, вследствие разгульного образа жизни, Андроник был отозван, а на его место был назначен выкупленный из плена Каламан. Последнему императором было поручено лишить Тороса власти над Киликией. Однако этот план провалился армянские войска взяли Каламана в плен, и Мануил вновь был вынужден его выкупить. Спустя год, в 1168 году умер Торос II.
Во время своего правления, несмотря на ряд попыток, Торос II так и не смог подчинить соперничающий с ним род Хетумидов (Ошинидов). Однако отвести все византийские посягательства на Кидикию, тем самым наметив путь к окончательному установлению в регионе армянской власти..

## Рубен II
Рубен был сыном Тороса II и его второй жены. По праву наследования, он, после смерти своего отца должен был сесть на трон Киликии. Однако, когда в 1169 году его отец умер, Рубен ещё не достиг совершеннолетия. Ввиду этого, в Киликии развернулась борьба за власть. Регентом молодого наследника стал его дедушка по материнской линии — Томас (по другой версии Фома). Однако это не понравилось, брату покойного правителя — Млеху, который узурпировав права законного наследника, заставил признать себя наследником своего брата.
Потеряв трон Томас увел Рубена II в Антиохию, где тот скончался через несколько лет.

## Млех
Дело упрочнения армянского государства продолжил брат покойного правителя — Млех. После смерти Тороса II, он, в 1169 году узурпировав права несовершеннолетнего Рубена II (сына и законного наследника Тороса II), заставил признать себя наследником своего брата. Буквально сразу, после кончины своего тестя Тороса князь Хетум III расторгнул брак, заключенный в своё время для скрепления перемирия между двумя династиями. Сразу после этого Млех, безуспешно, пытался штурмом взять родовой замок Хетумидов — Ламброн. Так и не заставив покорится Хетумидов, Млех, стремясь обеспечить независимость Киликии полностью изменил направление во внешней политике. Решив, раз и навсегда, положить конец попыткам византийцев и латинян завладеть Киликией, он идет на союз с сирийским правителем Нур ад-Дином. Перенеся столицу в Сис, Млех с помощью нового союзника отражает нападение франков и разбив византийскую армию, изгоняет тех из равнинной Киликии. Год спустя в 1175 году в результате заговора армянских князей Млех был убит

## Рубен III
После смерти Млеха, власть в Киликии перешла не к прямым потомкам, а к его племяннику Рубену III, сыну убитого византийцами Стефана. Одновременно с этим, в 1175 году, воспользовавшийся смертью Млеха, Мануил Комнин сделал последнюю попытку завладеть Киликией. Для покорения армянского правителя, императором была отведена армия во главе с его родственником Исааком Комнином. Однако в Киликии византийский военачальник потерпев ряд поражений был пленен Рубеном. Находясь в армянском плену Исаак Комнин женился на дочери Тороса II, после чего в 1182 году был выдан князю Антиохии.
Разбив и окончательно изгнав византийцев из страны, Рубен III, обеспокоенный возможной угрозой со стороны мусульманских правителей граничащих с его государством территорий, идет на союз с латинянами. Дабы скрепить этот союз, в 1181 году, он женится франкской принцессе Изабель де Торон. Сразу после этого, ведя свои войска на Ламброн, он решает покорить не повинующийся Рубенидам род Хетумидов. Но планам армянского правителя не суждено было сбыться, поход Рубена III также, как и поход его предшественника Млеха оказался неудачным. Примерно в это же время ухудшаются отношения с князем Антиохии Боэмундом III, последний воспользовавшийся предательством в окружении армянского князя, берет того в плен. Освободить Рубена Боэмунд согласился лишь за ряд территориальных уступок в пользу Антиохии. Позже армянский правитель без особых усилий вернул утерянные области, которые Антиохия уже была не в состоянии защитить

## Левон II
После того как в 1187 году умер Рубен III, преемником на троне стал его брат Левон II, восхождение которого совпало с взятием Иерусалима Саладином. В 1188 году, женившись на латинской княжне Изабелле, Левон, стремясь сделать власть в стране более централизованной, начал реорганизацию своего государства. Желая выстроить своё государство по образцу западного, армянский правитель привлекал к себе на службу европейцев, которых назначал на важные государственные посты. Помимо этого Левон дал разрешение на возвращение в Тарс и Маместию, изгнанных ранее, латинских церковников. Он покровительствовал рыцарским орденам, для знати и армии согласно его распоряжению вводились французские титулы, у франков им был заимствован кодекс законов и дарованы привилегии европейским торговцам. При этом, если затрагивались интересы армянского государства, Левон не колеблясь нападал на любой оплот европейцев
Правление Левона совпало с началом третьего похода крестоносцев, в котором приняли участие четверо самых могущественных европейских монархов — германский император Фридрих I Барбаросса, французский король Филипп II Август, австрийский герцог Леопольд V и английский король Ричард I Львиное Сердце. Германский император, в отличие от других монархов, выбравших морской путь доставки своих армий, предпочел вести армию через континент. Он пересек Дарданеллы, одержав ряд побед пересек владения сельджуков и подошёл к Киликии. К этому времени территория армянского государства включала обширные владения, западная граница которых доходила до Ларанды (включая Исаврию и Селевкию)
Перед началом крестового похода папа римский Климент III обратился с посланием к католикосу армян Григорию IV с просьбой помочь прохождению армии. Армянское государство стало перед сложным выбором определения своей позиции. Щепетильность вопроса заключалась в том, что на тот момент, несмотря на предыдущие конфликты, Киликия находилась в неплохих отношениях как с христианским западом так и с мусульманским востоком. Поддержка одной из сторон означала бы автоматическое ухудшение отношений с другой. В случаи же нейтралитета и отказа кому-либо в поддержке, отношения могли испортится с обеими сторонами конфликта, что в свою очередь могло повлечь за собой военную агрессию с любой из сторон. В мае 1190 года, с приближением к западным границам Киликии армии императора Фридриха I, Левон решил посоветоваться с Григорием IV, для чего армянским правителем к католикосу была отправлена делегация. Но ей было не суждено добраться до пункта назначения, так как резиденция католикоса находилась в Ромкле, являвшейся в этот момент армянским анклавом в мусульманских владениях. Делегация под руководствам Несреса Ламбронаци близ Мараша подверглась нападению турок, после чего была вынуждена вернуться. В свою очередь, император, ко двору армянского правителя отправил трех послов, которые тоже не добрались до цели. Спустя какое-то время покидая Конию, Фридрих получил письмо от католикоса, с сообщением о готовящемся в честь него приеме. Узнав об этом, император сообщил, что в ответ на требования Левона везет королевскую корону для армян. После входа императорской армии в Исаврию, к ней присоединилась делегация знатных армян посланная Левоном, собиравшемуся выдвинуться навстречу. Уже в пути, 10 июня 1190 года, стало известно, что Фридрих утонул в реке. Младший сын покойного императора оказался не способен продолжить дело отца, и германская армия фактически выбыла из участия в крестовом походе. После смерти германского правителя, армяне понимали всю важность тонкой дипломатии в отношениях с Саладином. Именно тогда и появилось письмо католикоса, в котором отмечалось, что армяне приложили максимум усилий для того, чтобы отговорить проходить Фридриха через Киликию, что видится вполне возможным
Действия Левона на международной арене менялись в зависимости от интересов своей страны. В 1191 году корабль Ричарда Львиное Сердце следующий в Палестину терпит крушение возле берегов Кипра. Правитель острова Исаак Комнин отказав в помощи потерпевшим крушение крестоносцам вызвал их ярость. В результате чего Ричард I при поддержке Левона и ряда синьоров, за месяц покоряет Кипр. После Кипрского похода Левон решил вернуть под свой контроль главный проход соединяющий Киликию с Антиохией. Проход контролировался из замка Баграс, который Саладин отобрал у тамплиеров. Узнав о грядущем наступлении германских рыцарей, Саладин покинул крепость предварительно уничтожив все фортификационные сооружения. Воспользовавшись этим моментом Левон занимает замок, после чего производит ремонт и возводит новые укрепления. Тамплиеры узнав об этом потребовали у армянского правителя отдать крепость, на что Левон, пойдя на конфликт с крестоносцами, ответил отказом. В результате произошёл разрыв отношений с орденом тамплиеров и папством Антиохии
В 1194 году Левоном возле Баграса был пленён Боэмунд III, для освобождения которого понадобилось специальное прибытие в Сис короля Иерусалима Генриха Шампанского. Условием освобождения послужил отказ от притязаний Боэмунд III на Баграс, и выдачи Алисы, племянницы Рубена III, замуж за Раймонда старшего сына Боэмунд III. Согласно этому же договору возможный наследник этого союза получал корону Антиохии
К концу XII века, Левон II стал самым могущественным правителем в регионе. На востоке возникла идея армяно-франкского государства. На юге у Левона были отличные отношения с Амори Лузиняном. На западе Левон покорил почти всю Исаврию. Наконец на севере, война за власть между наследниками Кылыч-Арслана принесла ему мир. Таким образом, все способствовало замыслу Левона: признанию европейцами, выстроенного им по западному образцу государства — королевством.
6 января 1198 года, в присутствии греческих, латинских и сирийских сановников, в Тарсе с большой пышностью был коронован Левон II, ставший королём Левоном I.